# غيليس غريغوار
غيليس غريغوار هو سياسي كندي، ولد في 6 مايو 1926 في مدينة كيبك في كندا، وتوفي بنفس المكان في 22 نوفمبر 2006. نشط حزبياً في الحزب الكيبيكي. وقد انتخب عضو الجمعية الوطنية في كيبك ‏ وانتخب عضو مجلس العموم الكندي.